# Plattbodenschiff
Ein Plattbodenschiff  ist ein Segelschiff im Sinne eines Flachbootes, das hauptsächlich für den Einsatz in den Wattenmeeren der Nordsee und am Ärmelkanal gebaut wurde. Dieser Schiffstyp hat keinen Balkenkiel und verfügt über ein flaches Unterwasserschiff. Deshalb können diese Schiffe problemlos im Watt etwa der Nordsee trockenfallen.
Charakteristisch für die Plattbodenschiffe sind die  beiden Seitenschwerter und der extrem geringe Tiefgang von rund einem bis eineinhalb Meter. Sie können auch bei Niedrigwasser noch weite Teile der Wattenmeere befahren. Dieser Schiffstyp wird meist mit Längen zwischen 10 und 30 m gebaut und hat einen bis drei Masten.
Ursprünglich als Frachtschiffe gebaut, sind diese Schiffe heute hauptsächlich auf dem niederländischen Watten- und IJsselmeer und im Watt vor Schleswig-Holstein als Charterschiffe unterwegs.

## Arten
Ursprüngliche Arten sind der Ewer und der Bojer. Aus letzterem entwickelten sich Galiot, Kuff und Tjalk. Eine speziell als Binnenschiff ausgelegte Form der Tjalk ist das friesische Skûtsje.

## Bilder

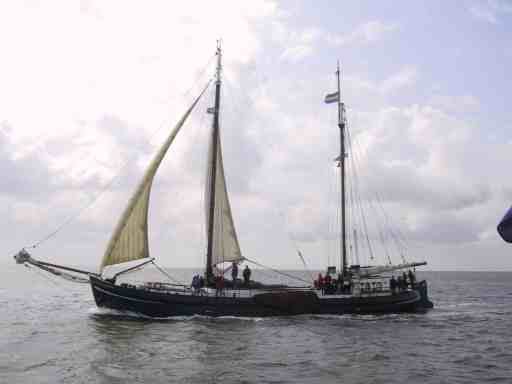
Plattbodenschiff auf dem Wattenmeer zwischen Terschelling und Harlingen auf Vorwindkurs mit hochgeklappten Seitenschwertern
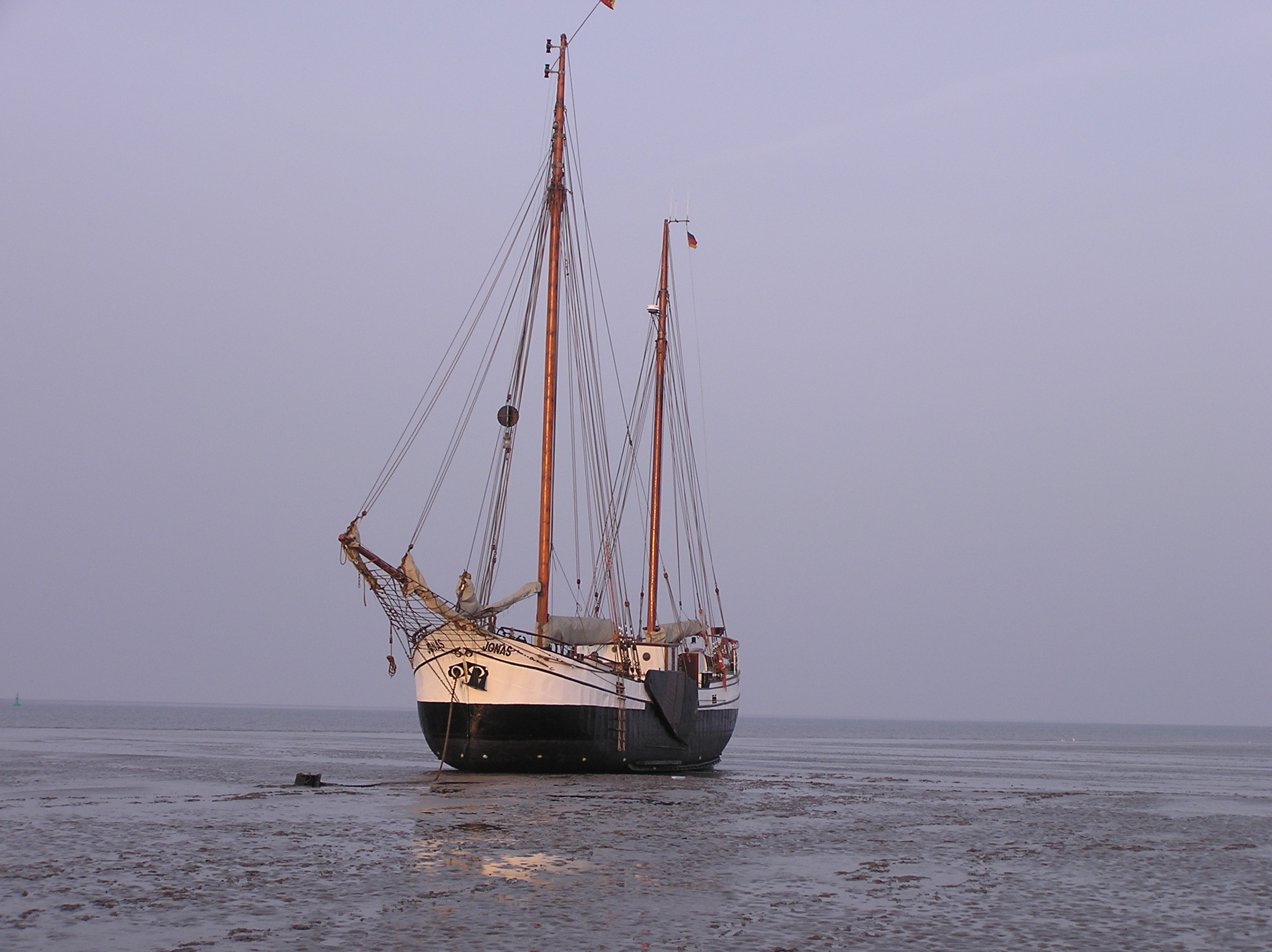
Plattbodenschiff trockengefallen im Watt vor Westerhever
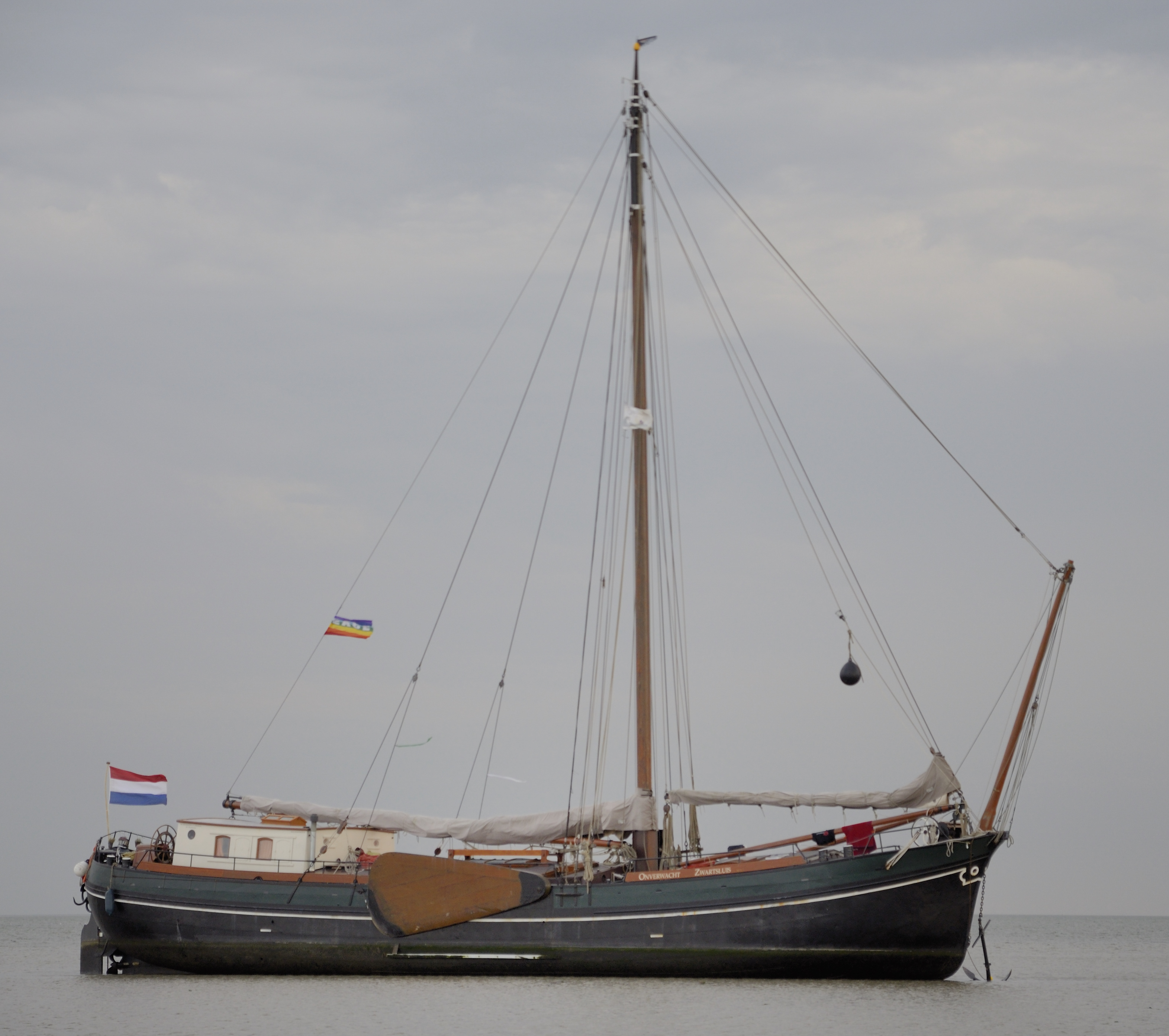
Klipperaak Onverwacht auf einer Sandbank zwischen Terschelling und Harlingen trockengefallen
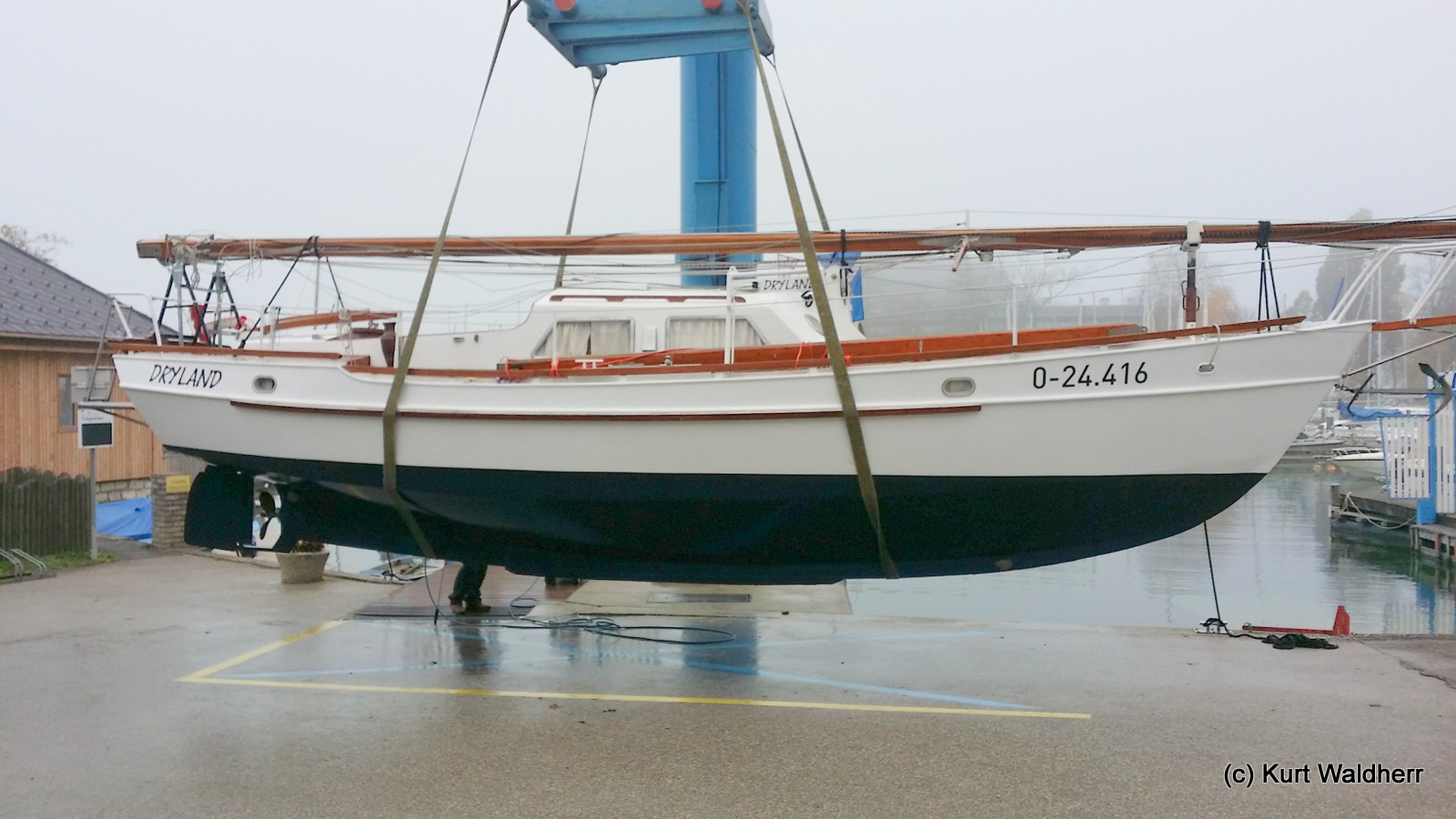
Plattbodenschiff Dryland (eine Nienke II aus Holland) am Kran

## Auswahl Plattbodenschiffe
- Flinthörn
- Franzius
- Moewe
- Meta von Cranz
- Balder